# Hányadoskategória
A matematikában, azon belül a kategóriaelméletben hányadoskategória egy kategória bizonyos morfizmusainak egymással való azonosításával előálló kategória. A hányadoskategória fogalma analóg más hányadoskonstrukciókkal, például a hányadoscsoporttal. A kis kategóriák kategóriájában a hányadoskategória a hányadosobjektum.

## Definíció
Legyen C egy kategória. Legyen R egy kongruenciareláció C-n, azaz R a C kategória minden (X, Y) objektumpárjához egy RX,Y ekvivalenciarelációt rendel a Hom(X,Y)-beli morfizmusokon a kompozícióval kompatibilisan: ha 
{\displaystyle f_{1},f_{2}:X\to Y\,}
Hom(X, Y)-beli morfizmusok RX,Y-ben vannak, és
{\displaystyle g_{1},g_{2}:Y\to Z\,}
Hom(Y, Z)-beli morfizmusok RY,Z-ben vannak, akkor az g1f1 és g2f2 a Hom(X, Z)-beli kompozíciók RX,Z-ben vannak.
A C/R hányadoskategória objektumai a C objektumai,  morfizmusai pedig a C-beli morfizmusok R mentén vett ekvivalenciaosztályai:
{\displaystyle \mathrm {Hom} _{{\mathcal {C}}/R}(X,Y)=\mathrm {Hom} _{\mathcal {C}}(X,Y)/R_{X,Y}.}
A C/R-beli morfizmusok kompozíciójának jóldefiniáltsága következik abból, hogy R kongruenciareláció.

## Tulajdonságok
Létezik egy természetes hányadosfunktor a C-ből C/R-be: ez minden objektumon az identitás, a morfizmusokat pedig az ekvivalenciaosztályaikba küldi. Következésképpen a hányadosfunktor szürjektív a Hom-halmazokon, azaz teljes funktor.
Bármely F : C → D funktor definiál egy kongruenciarelációt C-n: legyen f ~ g akkor és csak akkor, ha F(f) = F(g). Ekkor F egyértelműen átfaktorizál a C → C/~ hányadosfunktoron. Ez az állítás az első izomorfizmustétel kategóriákra vonatkozó verziójának tekinthető.

## Példák
- Bármely monoid illetve csoport tekinthető egy egyetlen objektumból álló kategóriának. Ebben az esetben a hányadoskategória konstrukciója egybeesik a hányadosmonoid vagy hányadoscsoport fogalmával.
- Legyen k egy test, és legyen Mod(k) a k feletti vektorterek kategóriája a k-lineáris leképezésekkel mint morfizmusokkal. Az f,g : X → Y lineáris leképezések legyenek kongruensek akkor és csak akkor, ha az f − g : X → Y különbségleképezés képe véges dimenziós. Az így kapott hányadoskategóriában minden véges dimenziós vektortér izomorf a 0 triviális vektortérhez. A Mod(k) kategória additív (sőt Abel), és az imént megadott kongruenciareláció additív a lentebb tárgyalt értelemben.

## Kapcsolódó fogalmak

### Additív kategóriák moduló ideálok
Ha C egy additív kategória, ~ pedig egy additív kongruenciareláció C-n (azaz ha f1, f2, g1 és g2 : X → Y morfizmusok, amikre f1 ~ f2 és g1 ~g2, akkor f1 + g1 ~ f2 + g2), akkor a C/~ hányadoskategória is additív, és a C → C/~ hányadosfunktor egy additív funktor. 
Az additív kongruenciarelációk megfeleltethetők morfizmusok kétoldali ideáljainak a következő módon. Legyen minden X, Y objektumpárra adott a HomC(X, Y) egy  I(X,Y) additív részcsoportja úgy, hogy tetszőleges f ∈ I(X,Y), g ∈ HomC(Y, Z) és h∈ HomC(W, X) morfizmusokra gf ∈ I(X,Z) and fh ∈ I(W,Y). Ekkor I-t kétoldali ideálnak nevezik: itt a „kétoldali” jelző azt fejezi ki, hogy I mind pre-, mind posztkompozícióra nézve stabil. A kétoldali ideálok megfelelnek az additív kongruenciarelációknak: két HomC(X, Y)-beli morfizmus akkor és csak akkor kongruens, ha a különbségük I(X,Y)-ban van, és vice versa.
Bármely egységelemes gyűrű tekinthető egy egyetlen objektumból álló additív kategóriának. Ennek az additív kategóriának a fenti értelemben vett additív hányadosa egybeesik a gyűrű egy kétoldali ideál mentén vett hányadosgyűrűjével.

### Kategória lokalizációja
Definiálható kategóriák lokalizációja is: ennek lényege, hogy a kiindulási kategória bizonyos morfizmusai izomorfizmussá váljanak. Ez a folyamat új morfizmusokat hoz be, szemben a hányadoskonstrukcióval, ami pont hogy csökkenti a morfizmusok számát. Ez analógiában áll azzal, hogy egy gyűrű faktorgyűrűje „kisebb”, míg lokalizációja „nagyobb” mint az eredeti gyűrű.

### Abel-kategóriák Serre-hányadosai
Abel-kategóriák esetében létezik egy másik hányadoskonstrukció: a Serre-hányados.

## Fordítás
Ez a szócikk részben vagy egészben  a   Quotient category című angol Wikipédia-szócikk ezen változatának fordításán alapul.  Az eredeti cikk szerkesztőit annak laptörténete sorolja fel. Ez a jelzés csupán a megfogalmazás eredetét és a szerzői jogokat jelzi, nem szolgál a cikkben szereplő információk forrásmegjelöléseként.